# With Roots Above and Branches Below
With Roots Above and Branches Below es el tercer álbum de estudio de la banda estadounidense de metalcore The Devil Wears Prada. El disco fue lanzado al mercado el 5 de mayo de 2009 bajo el sello discográfico Ferret Music. Llegó al puesto número 11 en el Billboard 200, y vendió 31.000 copias en su primera semana de lanzamiento.

## Lista de canciones
| N.º | Título                                                     | Duración |  |
| 1.  | «Sassafras»                                                | 3:16     |  |
| 2.  | «I Hate Buffering»                                         | 3:05     |  |
| 3.  | «Assistant to the Regional Manager»                        | 3:37     |  |
| 4.  | «Dez Moines»                                               | 4:04     |  |
| 5.  | «Big Wiggly Style»                                         | 4:13     |  |
| 6.  | «Danger: Wildman» (con Trevor Wentworth de Our Last Night) | 4:01     |  |
| 7.  | «Ben Has a Kid»                                            | 3:57     |  |
| 8.  | «Wapakalypse»                                              | 3:44     |  |
| 9.  | «Gimme Half»                                               | 4:21     |  |
| 10. | «Louder Than Thunder»                                      | 2:37     |  |
| 11. | «Lord Xenu»                                                | 3:26     |  |

## Tabla de posiciones
| Tabla (2009)              | Posición más alta |
| ------------------------- | ----------------- |
| US Billboard 200          | 11                |
| US Top Christian Albums   | 1                 |
| US Top Hard Rock Albums   | 1                 |
| US Top Independent Albums | 1                 |